# 具賢淑
具賢淑（韓語：구현숙），韓國電視劇編劇。

## 作品

### 電視劇
- 1999年：KBS《魔法之城》
- 2001年：KBS《梅花戀歌》
- 2003年：KBS《達鐘先生的灰姑娘》
- 2004年：KBS《你是星星》
- 2006年：KBS《加油！菊花》
- 2008年：MBC《春子家有喜事了》
- 2011年：MBC《不屈的兒媳婦》
- 2013年：MBC《百年的遺產》
- 2014年：MBC《湔雪的魔女》
- 2016年：KBS《月桂樹西裝店的紳士們》
- 2019年：MBC《沒有第二次》
- 2025年：KBS《拜託老鷹5兄弟！》

## 獲獎
- 2013年 : MBC演藝大賞 - 作家賞 《百年遺產》

## 外部連結
- NAVER搜索